# Homophobie libérale
L’homophobie libérale est un concept qui définit l’acceptation de l’homosexualité tant que cette dernière reste dissimulée,,,,,,. 

## Concept
L'homophobie libérale est une sous-catégorie de l’homophobie qui malgré l’acceptation et la défense de l’expression de la diversité sexuelle, les stéréotypes et préjudices qui marginalisent ou déconsidèrent les personnes identifiées comme LGBTQIA+ sont perpétués.
Il s’agit d’une croyance basée sur l’a priori que les relations et la sexualité sont des pratiques privées, et accepter ainsi la liberté individuelle de les pratiquer autant qu’elles ne soient visibles dans la sphère publique ,. Des auteurs comme Alberto Mira et Daniel Borrillo considèrent ce type d’homophobie comme caractéristique du « oui, mais… ». L’homosexualité étant tolérée de manière bienveillante, à condition que celle-ci soit silenciée et que la norme hétérosexuelle ne soit pas remise en cause. Toute transgression de cette norme est rejetée comme « victimiste », « communautariste », « activiste » ou encore « prosélyte »,.
L’homophobie libérale s’exprime dans différents milieux où la diversité sexuelle est visible, comme lors des marche des fiertés, campagnes de sensibilisation dans les écoles, lors de coming out, ou visent certaines pratiques telles que les maniérismes non-hétéronormés, sans prendre en considération les différentes discriminations auxquelles les communautés LGBTQIA+ sont confrontées.

## Critiques
Les mouvements LGBTQIA+, cependant, affirment que l’orientation sexuelle est — et sera toujours — une affaire d’ordre public, car les personnes qui s’identifient comme hétérosexuelles montrent publiquement leur orientation par le simple fait d’avoir un ou une partenaire,.